# Ligandos de cannabinoides
Los Receptores de cannabinoides de tipo 1 (CB1) y Receptores de cannabinoides de tipo 2 (CB2), tienen como ligandos los cannabinoides, grupo que engloba los endocannabinoides, los fitocannabinoides y los cannabinoides sintéticos.
Estos agonistas y antagonistas activan o bloquean los receptores produciendo o inhibiendo varios efectos psicotrópicos.

## Agonistas

### Fitocannabinoides
Los Fitocannabinoides, o Cannabinoides naturales, se encuentran en distintas plantas naturales como la Cannabis sativa, la Cannabis indica, la Echinacea purpurea, la Echinacea angustifolia, entre otros. Son casi insolubles en agua, pero solubles en etanol, los lípidos y algunos disolventes orgánicos.

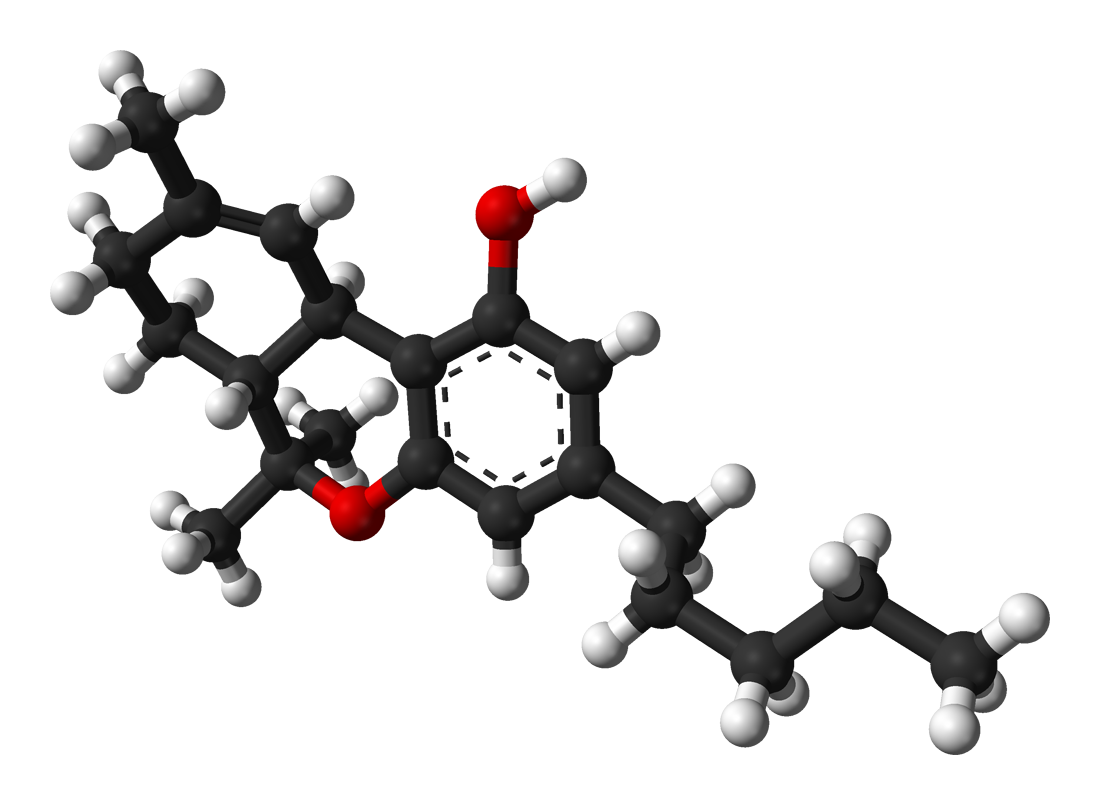
Estructura química molecular del Tetrahidrocannabinol.

1. Tetrahidrocannabinol, el más frecuente y documentado.
2. Cannabidiol, otro frecuente cannabinoide
3. Cannabinol, frecuente.
4. cannabigerol
5. Cannabicromeno
6. Cannabiciclol
7. Cannabivarina
8. Tetrahidrocannabivarina
9. Cannabigerovarina
10. Cannabicromevarina

### Metabolitos de cannabinoides
1. 11-nor-9-Carboxi-THC
2. 1-Hidroxi-THC
3. 8,11-DIOH-THC

### Cannabinoides endógenos o endocannabinoides
Tienen la particularidad de ser producidos por el propio cuerpo.

Estructura química molecular de la Anandamida

1. Anandamida
2. 2-araquidonilglicerol
3. Éter noladín
4. Virodamina
5. N-Araquinodil dopamina
6. Oleamida

### Cannabinoides sintéticos

#### Cannabinoides sintéticos clásicos
1. Ácido ajulémico
2. Dexanabinol
3. Dronabinol
4. Nabazenil
5. Nabilona
6. Naboctato
7. Parahexil
8. Pirnabina
9. Perrottetineno

#### Cannabinoides sintéticos no clásicos
1. Cannabiciclohexanol
2. Nonabina

#### Benzoilindolas
1. Pravadolina
2. RCS-4

#### Eicosanoides
1. Arachidonilciclopropilamida
2. Metanandamida

## Antagonistas y agonistas inversos

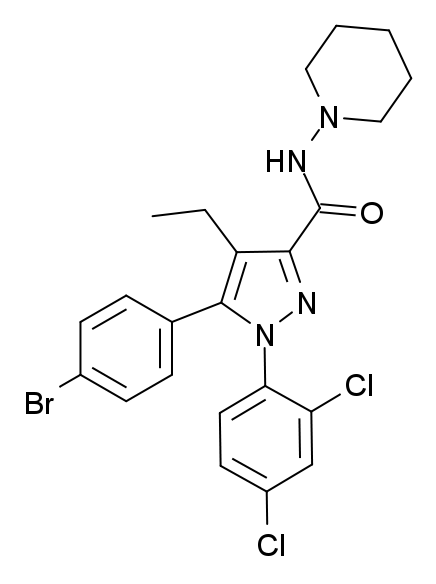
Estructura química molecular del Surinabant

Tienen la particularidad de bloquear los CB1 y/o CB2. Esto puede ser beneficioso para el tratamiento de la obesidad.
1. Hemopresina
2. Surinabant
3. Ibipinabant
4. Taranabant
5. Otenabant
6. Rimonabant